# Герб Доронинска
Герб города Доронинска Забайкальского края Российской Федерации.

## Описание герба
«В верхнем поле — герб иркутский. В нижней части в чёрном поле вышедшая и созревшая рожь, в которой видны и цветы васильки, в знак того, что около сего города и в уезде давно уже упражняются в хлебопашестве».

## История герба
Первое упоминание о селе Доронинское относится к 1709 году, когда на речке Доронке на новом, никем не заселенном месте, возникло новое поселение — Верхне-Ингодинская заимка. Название несколько раз изменялось: в 20-е годы XVIII века существовала Верхне-Ингодинская деревня, затем — Верхне-Ингодинская Доронинская деревня.
С 50-х годов XVIII века уже числится Доронинская деревня, а с 60-х годов XVIII века — село Доронинское.
В 1770 году слобода Доронинская возводится в ранг заштатного города, как пункт торговли пушниной. В 1783 году Доронинск становится уездным городом Нерчинской области Иркутского наместничества. В 1798 году город был упразднён.
26 октября 1790 года императрицей Екатериной II был Высочайше утверждён герб Доронинска, вместе с другими гербами Иркутского наместничества. Герб имел следующее описание: «Въ нижней части в черномъ полѣ вышедшая и созрѣвшая рожъ, въ которой видны и цвѣты васильки, въ знакъ того, что около сего города и въ уездѣ давно уже упражняются въ хлѣбопашествѣ».
В постсоветский период принимались попытки создать новый герб сельского поселения Доронинское. В 2004 году был выпущен сувенирный значок с таким проектом герба: щит рассечён червленью и чёрным; в правой части щита серебряный памятник с крестом, в левой — три серебряных колоса, между стеблями которых два лазоревых алмаза. Данный проект герба официально не утверждался.